# ماريا موراني
ماريا موراني (مواليد 1969) هي كندية من أصل لبناني وهي عضو في البرلمان الكندي ممثلة لكتلة الكيبيك عن منطقة أهونتسك في مقاطعة كيبيك. أنتخبت لأول مره في عام 2006 ثم أعيد انتخابها في عام 2008. وتم اختيارها لتمثل المعارضة في مجال الأمن العام وفي لجنة حالة المرأة في البرلمان.

## نبذة
ولدت ماريا في أبيدجان في ساحل العاج في 19 مايو 1969 لوالدين لبنانيين. وحصلت على الشهادات التالية:
- ماجستير في علم الاجتماع من جامعة مونتريال عام 2004.
- متخصصة في مجال علم الاجرام بجامعة مونتريال عام 2000.
- شهادة تخصص في الجيولوجية من جامعة مونتريال عام 1996.
- شهادة في الفنون والعلوم من كلية غابة بولونية التقنية عام 1991.

## أعمالها
- نائبة «البلوك كيبيكوا» (الكتلة كيبيك) منذ عام 2006
- المتحدثة باسم كتلة كيبيك في مجال مكافحة الفقر (منذ حزيران/يونيه 2008)
- المتحدثة باسم كتلة كيبيك في مجال الأمن العام (منذ يونيو 2008)
- المتحدث باسم كتلة كيبيك بشان التراث (منذ 2008)
- المتحدث باسم كتلة كيبيك في مجال الأمن العام (منذ 2007)
- مؤلفة الكتاب La face cachée des gangs de rue نشر عام 2006.
- مؤلفة الكتاب Gangs de rue inc. : leurs réseaux au Canada et dans les Amériques نشر عام 2009.

## وصلات خارجية
- صفحة ماريا موراني على موقع البرلمان الكندي.